# Baranya (regiune)

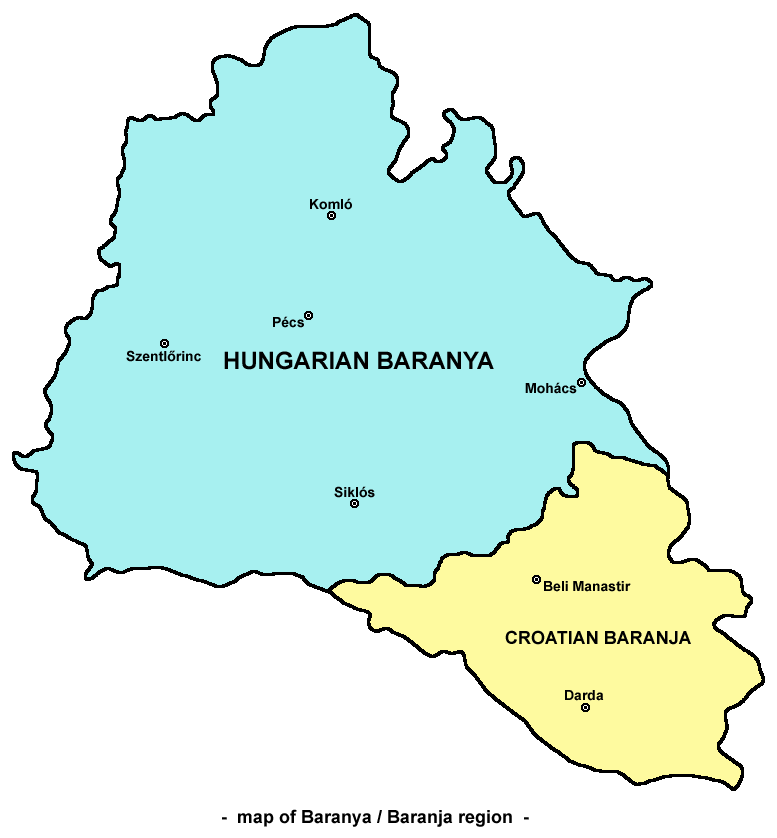
Harta regiunii Baranya

Baranya sau Baranja (în maghiară Baranya, în croată Baranja, în sârbă Барања, cu alfabetul latin: Baranja, pronunțat [bǎraɲa], în germană Branau) este o regiune geografică și istorică aflată între râurile Dunăre și Drava. Teritoriul său este astăzi împărțit între Ungaria și Croația. În Ungaria, regiunea face parte din județul Baranya, în vreme ce porțiunea croată formează o parte din cantonul Osijek-Baranja.

## Nume
Numele regiunii provine din termenul slav „bara”, care înseamnă „mlaștină”, denumirea însemnând, astfel, „Țara Mlaștinilor”. Chiar și astăzi mari părți din regiune sunt zone umede, cum ar fi rezervația Kopački Rit din sud-est. Conform unei alte teorii, numele regiunii ar proveni din termenul maghiar „bárány”, care înseamnă miel.

## Istorie
De-a lungul istoriei, regiunea Baranya a făcut parte din Imperiul Roman, Imperiul Hunilor, regatul ostrogoților, regatul lombarzilor, regatul avarilor, Imperiul Franc, Principatul Balaton, Imperiul Bulgar, Regatul Ungariei, Imperiul Otoman, Arhiducatul Austriei, Imperiul Austriac și apoi din Austro-Ungaria. Începând cu 1918/1921, regiunea a fost împărțită între Ungaria și Regatul Sârbilor, Croaților și Slovenilor (denumit ulterior Iugoslavia).
Regiunea Baranya a fost colonizată de slavi în secolul al VI-lea, și în secolul al IX-lea, făcea parte din principatul slav Balaton. Maghiarii au sosit în regiune în secolul al IX-lea, iar comitatul Baranya a apărut ca fiind unul dintre primele comitate ale regatului ungar în secolul al XI-lea. Acest comitat a cuprins nu doar regiunea actuală Baranya, ci și părți din Slavonia, de pe malul sudic al Dravei.
În secolul al XVI-lea, Imperiul Otoman a cucerit Baranya, și a inclus-o în sangeacul Mohács, o unitate administrativă otomană, cu sediul în orașul Mohács. La sfârșitul secolului al XVII-lea, Baranya a fost cucerită de Habsburgi, și comitatul a fost restaurat în cadrul regatului Habsburgic al Ungariei.
Croații au repopulat zona, venind din Bosnia în Slavonia și Baranja în urma retragerii otomane, această populație fiind denumită astăzi Šokci.
În 1918, întreaga regiune a fost ocupată de trupe sârbești și a fost administrată de nou-înființatul Regat al Sârbilor, Croaților și Slovenilor (denumit ulterior Iugoslavia). Pentru scurtă vreme (în 1918-1919), Baranya a făcut parte din regiunea Banat, Bačka și Baranja, guvernată de Administrația Populară de la Novi Sad. Prin tratatul de la Trianon (parte componentă a păcii de la Versailles) în 1920, regiunea Baranya a fost împărțită între Ungaria și Iugoslavia, rămânând de facto sub administrare iugoslavă până în 1921. La 14 august 1921, a fost proclamată pe teritoriul maghiar republica Baranya-Baja, un stat multietnic sârbo-maghiar. Ea cuprindea părțile nordice din regiunile Baranya și Bačka, care fuseseră acordate Ungariei prin tratatul de la Trianon. În zilele de 21–25 august 1921, republica a fost desființată și teritoriul ei a fost inclus în Ungaria, aplicându-se astfel tratatul de la Trianon. Partea nordică a Baranyei a fost inclusă în județul maghiar Baranya.
Partea sudică (iugoslavă) a regiuni a făcut parte din județul Novi Sad între 1918 și 1922, apoi din provincia Bačka între 1922 și 1929, iar în 1929 a fost inclusă în banovina Dunării o regiune a regatului centralizat al Iugoslaviei. În 1941, Baranya iugoslavă a fost ocupată de Ungaria, care însă a trebuit să o retrocedeze în 1944. În 1944-1945, Baranya iugoslavă a făcut parte din Provincia Autonomă Voivodina, iar în 1945 a fost transferată Republicii Populare Croația.
În timpul Războiului din Croația din 1991, a intrat sub controlul Provinciei Autonome Sârbești Slavonia Orientală, Baranja și Sremul de Vest, revendicată și ocupată de Republica Sârbă Krajina. După sfârșitul războiului (în 1995), a fost reintegrată pe cale pașnică în Croația în 1998, prin acordul de la Erdut. Conform acestui acord, ea a fost administrată de Națiunile Unite între 1996 și 1998, când a fost reintegrată în statul croat. Astăzi, ea face parte din cantonul Osijek-Baranja al acestei țări.